# Ayuda a la movilidad

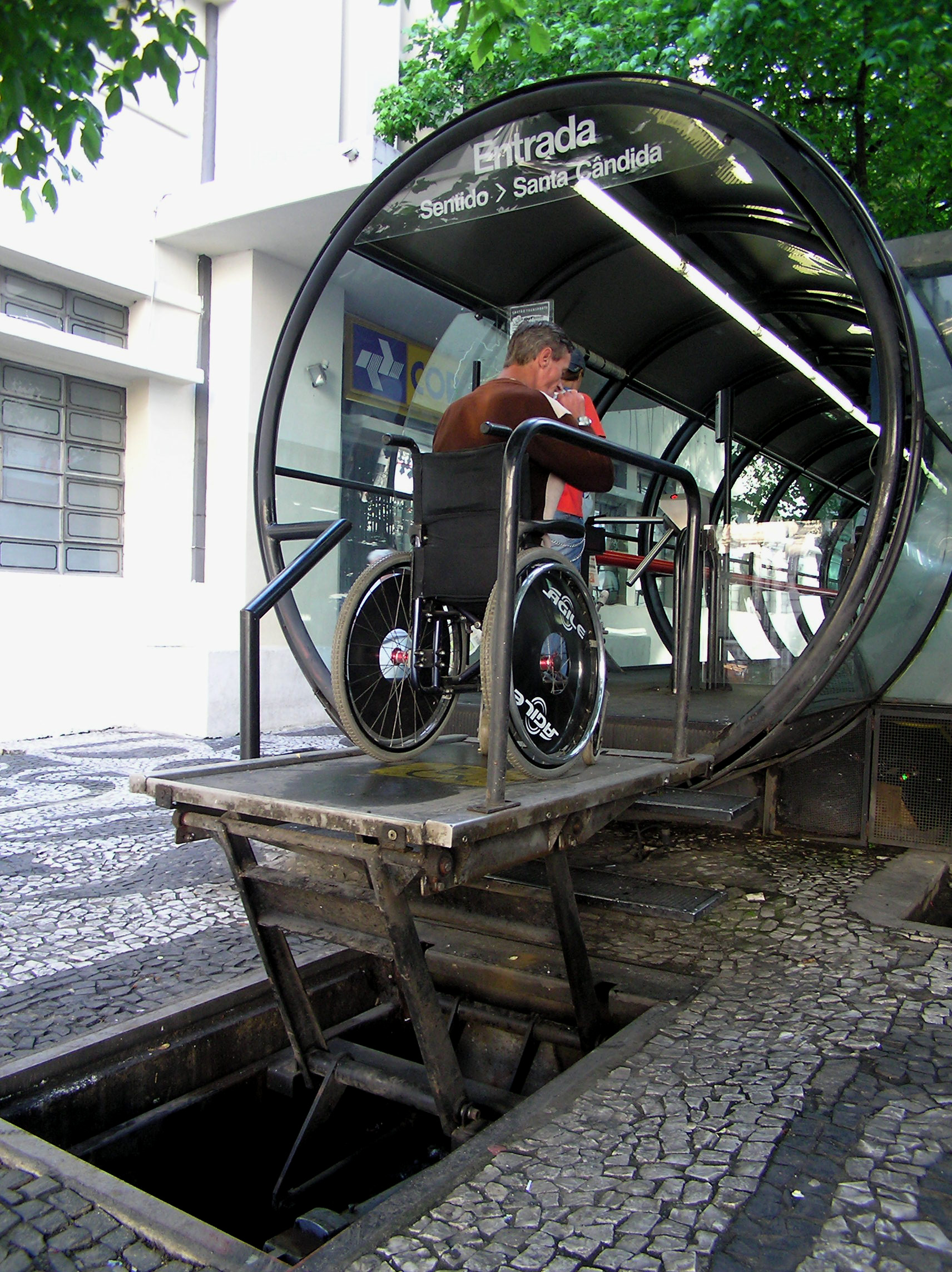
Usuario en silla de ruedas entrando a una parada de autobús elevada en Curitiba, Brasil.

Los productos de apoyo para la movilidad son dispositivos diseñados con el propósito de asistir al caminar o de mejorar la movilidad de las personas con discapacidad motora.
Existen diferentes productos que pueden ayudar a las personas con deterioro de la habilidad para caminar, como sillas de ruedas o scooters eléctricos para discapacidades más graves o viajes más largos que de otro modo se realizarían a pie. Para las personas ciegas o con visión defectuosa, el bastón blanco y el perro guía tienen una larga historia de uso. Otros productos pueden ayudar a la movilidad o la transferencia dentro de un edificio o donde hay cambios de nivel.
En general, la frase "productos de apoyo para la movilidad" se aplica principalmente a los dispositivos mecánicos de baja tecnología y se refiere a aquellos dispositivos cuyo uso permite una libertad de movimiento similar a la de caminar o levantarse de una silla sin ayuda. El término también aparece en documentos gubernamentales, por ejemplo, aquellos que tratan de concesiones fiscales de varios tipos. 
Es de esperarse que los avances tecnológicos aumenten considerablemente el alcance de estos dispositivos, por ejemplo, mediante el uso de sensores y retroalimentación auditiva o táctil.

## Productos de apoyo para caminar

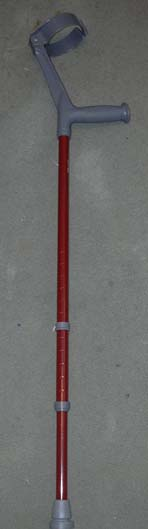
Muleta de antebrazo.

Dentro los productos de apoyo para caminar se encuentran los bastones, las muletas y los andadores ortopédicos. Según las necesidades de cada usuario, estos dispositivos ayudan a mantener a la persona erguida mientras camina, ya que pueden proporcionar las siguientes funciones: mejor estabilidad, reducción de carga en las extremidades inferiores y generación de movimiento.
Mejor estabilidad
Al proporcionar puntos de contacto adicionales, el producto de apoyo para caminar aporta un apoyo adicional y una gama más amplia del posicionamiento estable del centro de gravedad.
Reducción de carga en las extremidades inferiores
Al dirigir la carga a través de los brazos y del producto de apoyo para caminar, se transmiten fuerzas de impacto más bajas y estáticas en las extremidades afectadas.
Generación de movimiento
El producto de apoyo para caminar y los brazos pueden sustituir a los músculos y a las articulaciones de la columna vertebral, a la pelvis y/o a las piernas en la generación de fuerzas dinámicas mientras se camina.

### Bastones
El bastón es uno de los productos de apoyo para caminar más simples; se sujeta con la mano y transmite la carga en el suelo a través de un eje. La carga que se puede aplicar a través de un bastón se transmite por medio de las manos y muñecas del usuario y se limita por estas.

### Muletas
Una muleta también transmite las cargas en el suelo a través de un eje, pero tiene dos puntos de contacto con el brazo, en la mano y por debajo del codo o por debajo de la axila. Esto permite que se ejerzan cargas significativamente mayores por medio de una muleta en comparación con un bastón.

### Bastones y combinaciones de diferentes muletas
Hoy en día, los dispositivos en el mercado incluyen una serie de combinaciones de bastones y muletas de antebrazo. Estas muletas tienen bandas que rodean la parte superior de los brazos y empuñaduras para que el paciente sostenga y apoye sus manos para soportar el peso corporal. La muleta de antebrazo habitualmente da al usuario el soporte del bastón, pero con soporte adicional en el antebrazo para auxiliar en la movilidad. La parte del antebrazo ayuda a aumentar el equilibrio, la estabilidad lateral y también reduce la carga en la muñeca.

### Andadores ortopédicos
Un andador es el producto de apoyo para caminar más estable. Este consiste en una estructura metálica independiente con tres o más puntos de contacto que el usuario coloca delante de él y que luego agarra durante el movimiento. Los puntos de contacto pueden ser tanto casquillos de goma fijos, como los de las muletas y bastones, o ruedas, o una combinación de ambos. Los andadores con ruedas también se conocen como rollators. Muchos de estos andadores también vienen con un asiento incorporado para que el usuario pueda descansar durante su uso y con bolsas de metal para llevar sus pertenencias.

### Híbridos de bastones y andadores ortopédicos (walker cane hybrid)

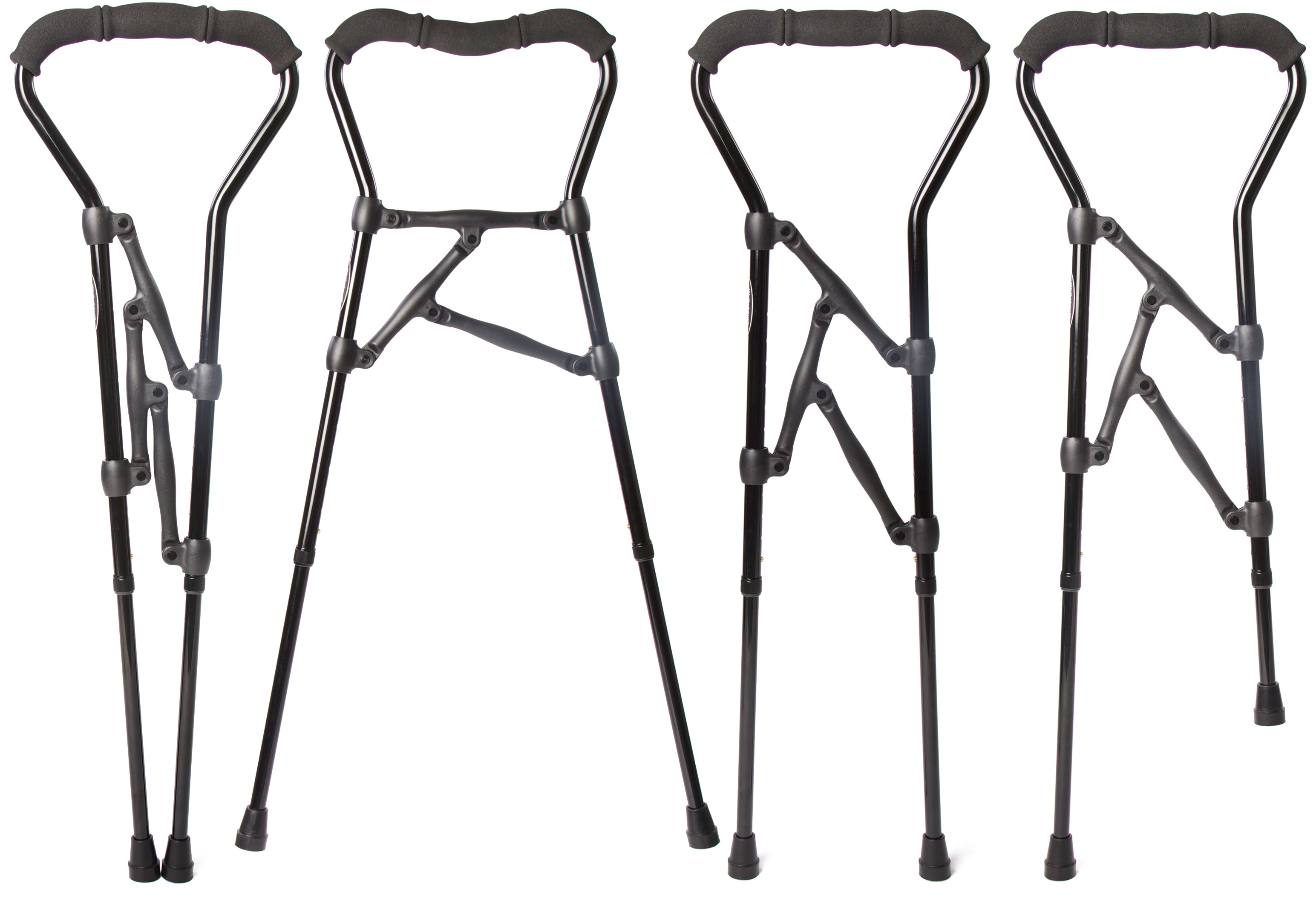
Un híbrido de bastón y andador ajustado a cuatro configuraciones.

En 2012 se introdujo un híbrido de bastón y andador diseñado para reducir la brecha entre ambos dispositivos. El híbrido tiene dos patas que proporcionan un soporte lateral (de lado a lado) que el bastón no tiene. Se puede utilizar con las dos manos delante del usuario, similar a un andador, y proporciona un mayor nivel de apoyo en comparación con un bastón. También se puede ajustar para usarlo con una mano o con ambas (en la parte delantera y en los laterales) como un dispositivo para subir escaleras. Sin embargo, el híbrido no está diseñado para reemplazar a un andador que normalmente tiene cuatro patas y proporciona un soporte de cuatro vías con ambas manos.

### Andadores con sujeción (gait trainers)
El andador con sujeción  es otro dispositivo para ayudar a caminar que ha entrado en el mercado en los últimos años. Este es un producto de apoyo para la movilidad más de soporte que el andador estándar, pues por lo general, ofrece un apoyo que ayuda a soportar el peso y el equilibrio. Los accesorios o partes del producto que se adhieren a su base proporcionan un soporte sin peso y una alineación de la postura que permite la práctica de la marcha.

## Scooters tipo bicicleta de equilibrio (seated walking scooter)

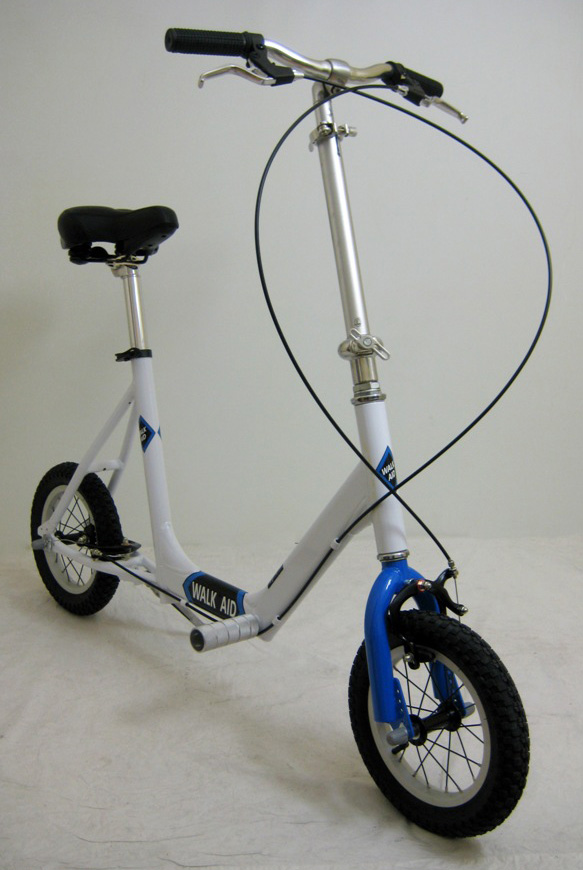
Scooter tipo bicicleta de equilibrio.

El scooter tipo bicicleta de equilibrio permite a un usuario con equilibrio y salud normal de pies, rodillas o caderas, descargar las extremidades inferiores. El scooter de dos ruedas tiene un asiento y un manillar tipo bicicleta, y es impulsado manualmente con uno o ambos pies como una bicicleta de equilibrio. Además, proporciona más apoyo que un bastón y es más ligero, menos voluminoso y más fácil de impulsar que una silla de ruedas.

## Sillas de ruedas y scooters de movilidad
Las sillas de ruedas y los scooters de movilidad sustituyen el caminar proporcionando un dispositivo con ruedas sobre el que el usuario se sienta. Las sillas de ruedas pueden ser impulsadas manualmente (por el usuario o por un ayudante) o eléctricas (comúnmente conocidas como "sillas eléctricas"). Al igual que las sillas de ruedas motorizadas, los scooters de movilidad son eléctricos. Las sillas de ruedas y los scooters se recomiendan normalmente para cualquier persona que sufra de un deterioro significativo del equilibrio o de discapacidad motora.

## Salvaescaleras y otros dispositivos similares
Un salvaescaleras es un dispositivo mecánico para subir y bajar personas y sillas de ruedas por las escaleras. A veces se proporcionan ascensores especiales en otros lugares para facilitar el acceso a los discapacitados, por ejemplo, en las entradas de las paradas de autobús elevadas en Curitiba, Brasil (ilustrado anteriormente). Un salvaescaleras con plataforma está diseñado específicamente para transportar al usuario y a la silla de ruedas. Esto puede ser a través del piso o utilizando la escalera.

## Otros
Los productos de apoyo para la movilidad también pueden incluir tecnología de apoyo como elevadores Hoyer (sling lifts) u otros dispositivos de transferencia de pacientes que ayuden a trasladar a los usuarios desde camas a sillas o sillas de elevación (lift chairs) (y otros dispositivos de bipedestación), sillas de traslado o sillas convertibles (de hospitales). Por otra parte, también existen scooters de rodilla que ayudan a usuarios en específico.